# The Acropolis
The Acropolis är ett berg i Australien. Det ligger i regionen Meander Valley och delstaten Tasmanien, i den sydöstra delen av landet, omkring 150 kilometer nordväst om delstatshuvudstaden Hobart. Toppen på The Acropolis är 1 469 meter över havet, eller 157 meter över den omgivande terrängen. Bredden vid basen är 0,88 km. The Acropolis ingår i Ducane Range.
Runt The Acropolis är det mycket glesbefolkat, med 2 invånare per kvadratkilometer.. Det finns inga samhällen i närheten. 
I omgivningarna runt The Acropolis växer i huvudsak städsegrön lövskog. Genomsnittlig årsnederbörd är 1 598 millimeter. Den regnigaste månaden är augusti, med i genomsnitt 204 mm nederbörd, och den torraste är januari, med 63 mm nederbörd.